# グレンコア・アグリカルチャー
グレンコア・アグリカルチャー（英語: Glencore Agriculture）とは、2017年1月に大手資源会社グレンコアの穀物部門が分社化した企業。
小麦・大麦・菜種・大豆・コーンなどの穀物・油糧種子を各産地の農家から集荷し、輸出まで行なう。また食用油の生産・販売も行う。
2012年に買収したカナダの穀物流通大手バイテラ（約5,100億円）もカナダ・豪州で大きな集荷力を持つ。
元来強かった欧州地域に加え、ブラジル・アルゼンチンでも施設を構え集荷力を増やしている。カナダでは内陸のカントリーエレベーター約70基に加えバンクーバーに輸出ターミナルを2基、プリンスルパートに1基、搾油施設を3基（内１米国）保有。豪州では南豪州で内陸設備を多数保有し、輸出ターミナルを4基保有。ブラジルでは北部に輸出ターミナル2基、アルゼンチンでも2基保有。
他にウクライナ、ロシアの集荷にも積極的で内陸のエレベーターに加え、輸出ターミナルも複数保有。（ロシア、ウクライナ、ルーマニア等）
集荷に加え、搾油設備も増やしており、主にアルゼンチンの大豆搾油（年間7百万トンの大豆搾油）、北米の菜種搾油、欧州のひまわり搾油、欧州のオリーブ搾油などがある。
2020年現在株式の50％をグレンコア本社、残り50％をカナダの年金ファンドが保有している。（CPPIB 40%, BCI 10%)